# ایان پیل
ایان پیل (انگلیسی: Ian Peel؛ زادهٔ ۱۸ ژانویهٔ ۱۹۵۸) ورزشکار ورزش تیراندازی اهل بریتانیا است.
وی در مسابقات کشوری و بین‌المللی در مجموع برندهٔ ۳ مدال طلا، ۱ مدال برنز شده‌است.